# Natalia Gavrilița
Natalia Gavrilița, moldavska političarka in ekonomistka; 21. september 1977.
Od leta 2021 opravlja funkcijo predsednice vlade Moldavije in je tretja ženska na tem položaju. Za premierko jo je predlagala Maia Sandu, vendar sta jo stranki PSRM in Șor, ki sta imeli parlamentarno večino, zavrnili. Ponovno je bila predlagana avgusta 2021, po parlamentarnih volitvah, in bila uspešno imenovana.
Na parlamentarnih volitvah leta 2021 je bila na listi Stranke akcije in solidarnosti (PAS) izvoljena tudi v parlament Moldavije. Pred tem je bila finančna ministrica v vladi Maie Sandu.

## Izobraževanje
Med letoma 1995 in 2000 je Natalia Gavrilița diplomirala na Moldavski državni univerzi, diplomirala je iz mednarodnega prava. Leta 2003 se je udeležila programa Edmund S. Muskie Graduate Fellowship Program. Na Harvard Kennedy School of Government na Univerzi Harvard je magistrirala iz javne politike.

## Kariera
Natalia Gavrilița je imela več položajev v javni službi Republike Moldavije. Med drugim je delala v mednarodnih razvojnih projektih v več državah vzhodne Evrope, Afrike in Azije.
Med letoma 2007 in 2008 je kot vodja oddelka za ekonomske napovedi in razvojne programe delovala na Ministrstvu za gospodarstvo in infrastrukturo. Od leta 2008 do 2009 je bila vodja Direktorata za koordinacijo politik in zunanjo pomoč pri Državnem uradu. Med letoma 2010 ino 2013 je delala za Oxford Policy Management v Združenem kraljestvu kot višja svetovalka in nato kot vodja portfelja za metode vrednotenja. Med letoma 2013 in 2015 je bila vodja kabineta in nato državna sekretarka na ministrstvu za izobraževanje, ki ga je takrat vodila Maia Sandu. Bila je tudi izvršna direktorica projekta Svetovne banke za reformo izobraževanja.
Med letoma 2015 in 2019 je bila izvršna direktorica Globalnega sklada za inovacije, kjer je vodila portfelj 11 inovativnih projektov s proračunom približno 13,5 milijona dolarjev in vodila izbor, analizo, sklepanje pogodb in upravljanje inovacijskih naložbenih projektov za več držav v razvoju v Afriki in Aziji. Leta 2019 je bila ministrica za finance v vladi Maie Sandu; mandat je zaznamovala mobilizacija proračunske podpore v višini okoli 100 milijonov ameriških dolarjev, obnovitev odnosov in ponovna uvedba proračunske podpore z MDS in Evropsko unijo. Znotraj vlade je pripravila Solidarnostni proračun, ki je predvideval dvig plač za nekatere kategorije zaposlenih, pomoč potrebnim, zvišanje dodatkov.

### Predsednica vlade
Po moldavskih parlamentarnih volitvah leta 2021 je Stranka akcije in solidarnosti (PAS) zbrala večino 63 poslancev v parlamentu Republike Moldavije, Natalia Gavrilița pa je bila izvoljena tudi za poslanko. 6. avgusta 2021 je bila izvoljena za predsednico vlade Moldavije.

## Politični nazori
Podpira vstop Moldavije v Evropsko unijo, ne pa tudi v Nato.

## Zasebno
Gavrilița je poročena. Poleg romunščine tekoče govori tudi ruščino, angleščino, francoščino in španščino.
Njen dedek Trifon Catrinescu se je v drugi svetovni vojni boril v sovjetski vojski in je bil odlikovan z medaljo "Za zmago nad Nemčijo v Veliki domovinski vojni 1941–1945".

## Kontroverze
Zgodovinar in unionistični politik Octavian Țîcu je Gavrilițo kritiziral zaradi podpore Moldavski neodvisni državi, kljub dejstvu, da ima romunsko državljanstvo. V odgovoru je navedla, da se ne spomni več, kaj je vsebovala prisega o državljanstvu, da ni sindikalistka in da želi, da bi vsi Moldavci, ne glede na njihovo državljanstvo, dobro živeli v svoji državi: Moldaviji. Țîcu jo je označil za oportunistično. 
Med volilno kampanjo leta 2021 je moldavski časopis Timpul de dimineață objavil, da se je Gavrilița pojavila v videu v ruskem jeziku, ki promovira koncept moldavskega naroda, kar je revija videla kot primer moldavinizma.